# Peristilio

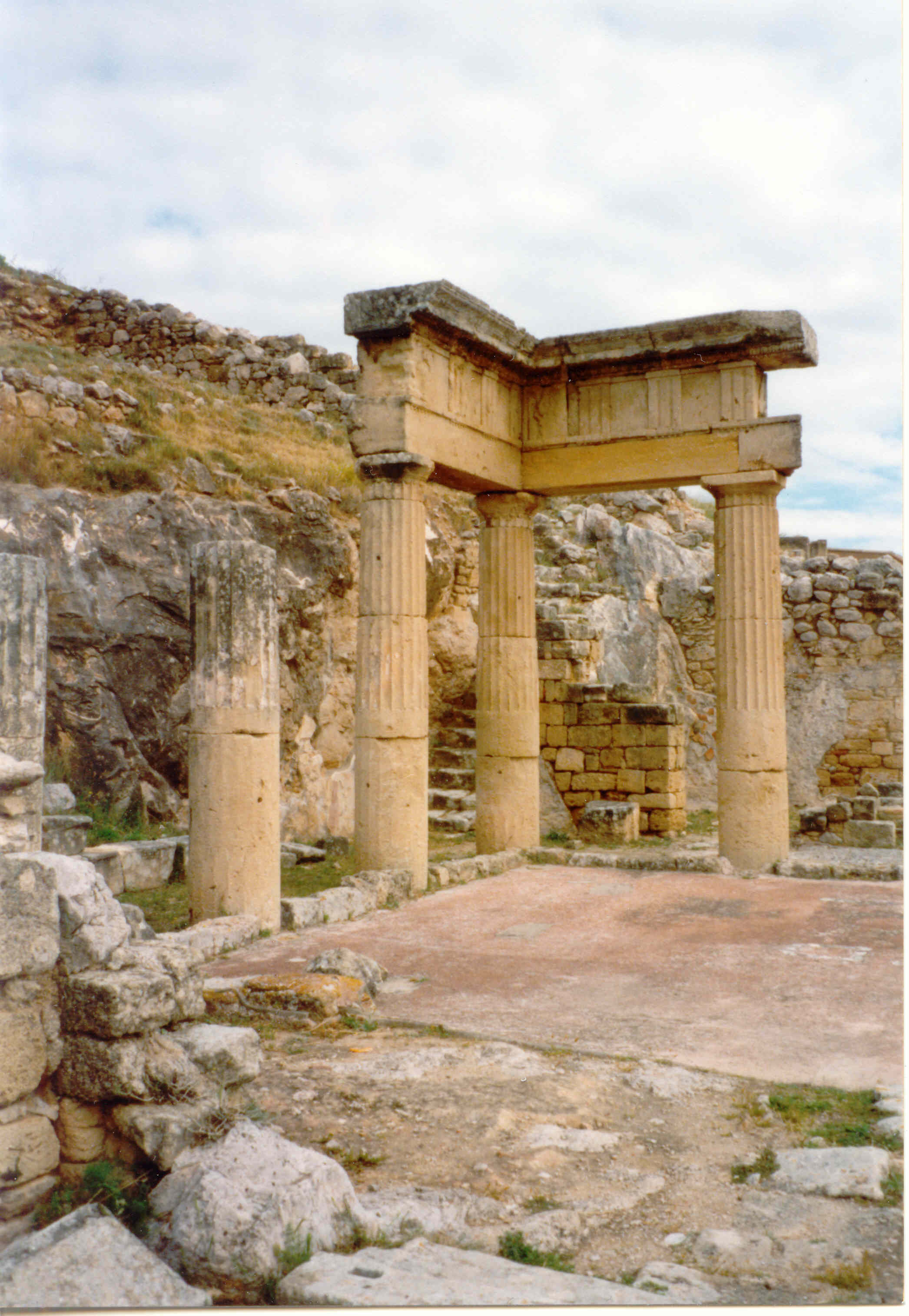
Peristilio a Solunto

Il termine peristilio indica un insieme di colonne, per lo più ininterrotto, che cinge uno spazio delimitato.
Il peristilio, nell'architettura romana, era il portico che cingeva il giardino o cortile interno posto al centro della casa, ornato solitamente da alberi da frutto, giochi d'acqua e piccole piscine. Nell'architettura religiosa cristiana le chiese erano spesso contornate da portici che facevano loro scudo separandole dalle strade.
Dal peristilio nasce quindi il chiostro che troviamo spesso annesso alle chiese, ai conventi e alle abbazie.

## Architettura egizia

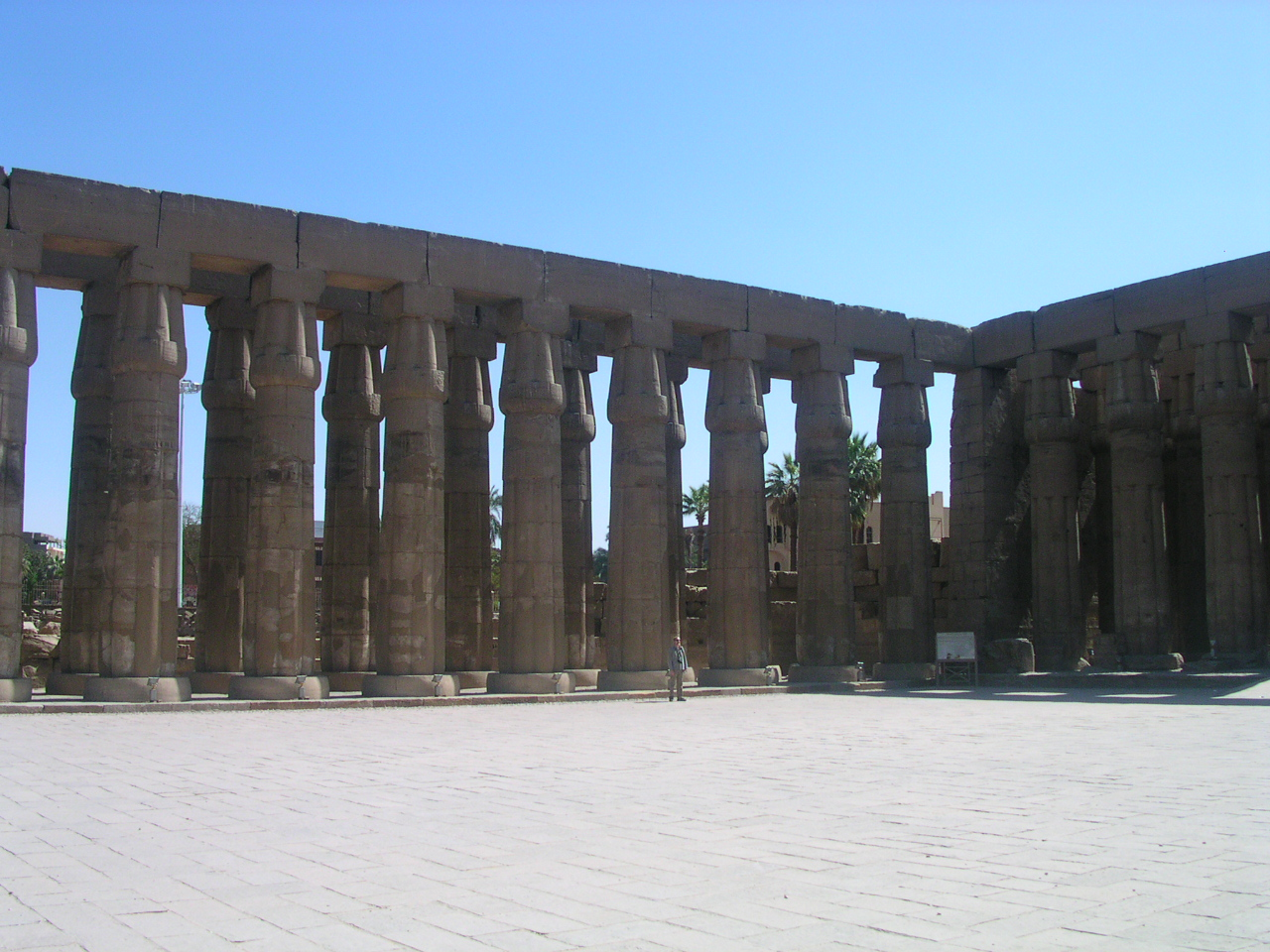
Cortile a peristilio di Amenofi III a Luxor

Nell'architettura egizia il termine peristilio indica un colonnato o porticato che circonda un vasto cortile di accesso a cielo aperto.
Parte integrante del tempio egizio era spesso corredato di statue e di un altare.  Un esempio classico è quello di Amenofi III a Luxor.

## Architettura greca
Come molti termini architettonici dell'architettura antica, gli studiosi si dividono sull'utilizzo dell'uno o dell'altro termine; è possibile definire col termine peristilio, nel tempio greco, il giro di colonne che cinge il tempio. Il termine che indica il complesso del colonnato più lo spazio tra esso e le pareti della cella, detto peribolo, è peristasi. In ogni caso, nel lessico archeologico, un tempio completamente circondato da colonne è detto periptero.

## Architettura romana

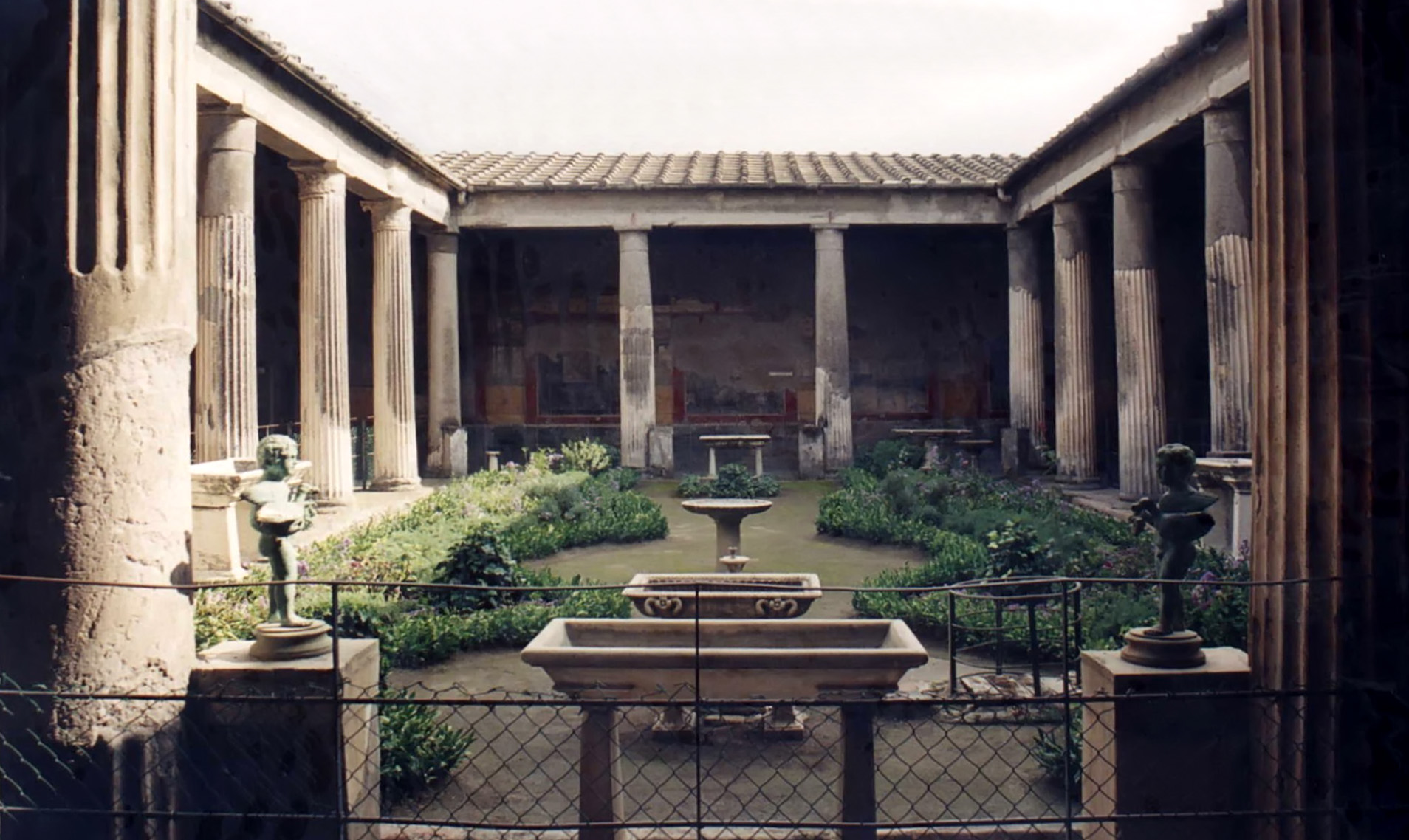
Peristilio nella Casa dei Vetii, Pompei.

Mentre nelle ville di campagna gli antichi romani sistemavano dei giardini all'esterno della casa, a Roma i giardini erano contenuti entro le mura della casa e proprio al centro della stessa all'interno del peristilio.
Il peristilio era un cortile contornato da colonne sulle quali si poneva un tetto che si appoggiava alla casa. Veniva così a crearsi un portico le cui pareti erano spesso finemente decorate con pitture e mosaici. L'interno del peristilio conteneva piante di fiori, fontane, statue ed anche vasche con pesci e piscine.

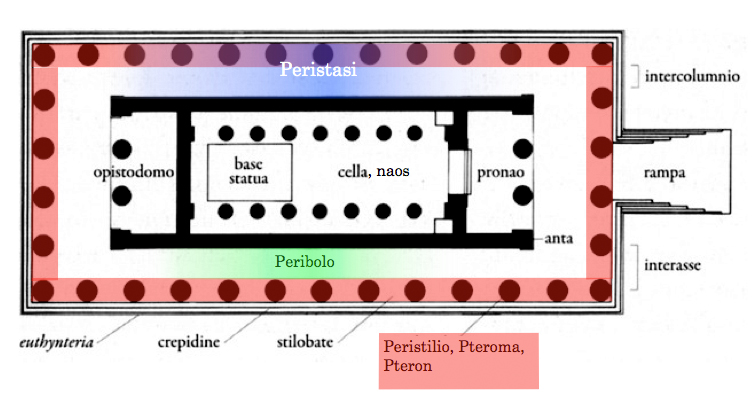
Schema riassuntivo della nomenclatura del tempio greco.